# Acuaporina

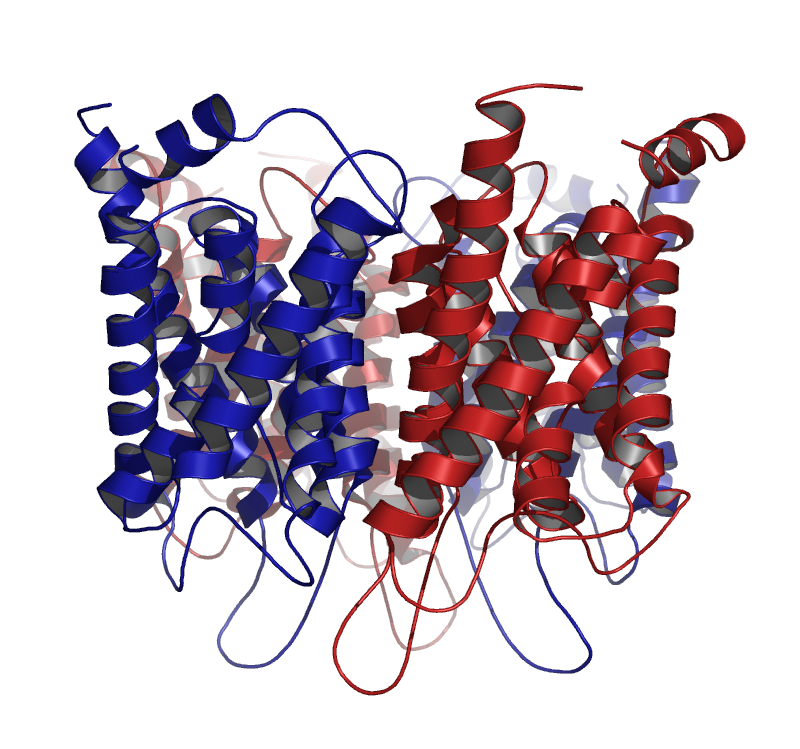
Una acuaporina

Las acuaporinas son canales transmembrana pertenecientes a la familia MIP (PF00230, por membrane instrinsic proteins). Estas proteínas forman poros en las membranas biológicas, por los que transportan principalmente agua, aunque algunos miembros de esta familia también pueden transportar solutos pequeños como urea, glicerol, amonio o gases, arsénico o silicio e incluso iones como el boro, que en algunas plantas constituye un nutriente esencial. Las acuaporinas están presentes en todos los organismos de todos los reinos biológicos. Los estudios evolutivos muestran que las acuaporinas de diferentes organismos quizá tuvieron ancestros en común.
Las acuaporinas son proteínas que se ensamblan en la membrana con una estructura cuaternaria tetramérica; cada uno de los cuatro monómeros presenta un poro individual. Estos monómeros presentan seis pasos transmebrana con estructura de alfa hélices (H1–H6), loops conectores (LA-LD) y en los cuales los extremos N y C terminales se encuentran ubicados en el lado citoplasmático de la membrana. Dos de los loops (LB y LE) conforman dos pequeñas hélices alfa que se insertan en la membrana. Como en todas las proteínas transmembrana, la superficie de la proteína que está en contacto con la bicapa lipídica es rica en aminoácidos hidrofóbicos, mientras que los aminoácidos polares se concentran hacia los dos extremos de la proteína. Las hélices α transmembrana delimitan el poro por el que pueden pasar moléculas de agua. Datos estructurales, estudios de mutagénesis y de dinámica molecular permitieron entender el mecanismo de transporte en esta familia de canales; el transporte de agua ocurre en una "fila india" de moléculas a través del poro de cada monómero, en el que la selectividad está dada por factores estéricos y electrostáticos.
Las acuaporinas pueden activarse o desactivarse por diferentes mecanismos de regulación.[cita requerida]
La acuaporinas forman tetrámeros en la membrana, en los que cada monómero tiene un poro central. Estas transportan el agua, formando una línea de 10 moléculas de agua como una "fila india" que cruza en su interior, gracias a su cara hidrofílica que proporciona uniones de hidrógeno transitorias para las moléculas de agua. Estas uniones ayudan a alinear las moléculas de agua "en fila", y las orientan por su paso a través de la membrana.[cita requerida]

## Descubrimiento
En 1992, se informó el descubrimiento del primer canal de agua, la hoy denominada AQP1 humana. Este hallazgo dio lugar al Premio Nobel de Química del 2003. Este premio se entregó en forma conjunta a Peter Agre "por el descubrimiento de las acuaporinas" y a Roderick MacKinnon "por su trabajo en la estructura y mecanismo de los canales de potasio".
A partir de estudios biofísicos, se propuso que los canales dispondrían de un mecanismo de "compuerta" (gating, en inglés) que regularía su permeabilidad al agua, y que cada uno de ellos contendría diez moléculas de agua que se desplazarían "en fila india" para atravesar la membrana, tal y como se muestra en las representaciones estructurales y moleculares de las acuaporinas.[cita requerida]

## Acuaporinas humanas
1En los seres humanos, existen 13 acuaporinas (AQP0 a AQP12). En función de su permeabilidad, la familia de las acuaporinas se clasifica en dos subfamilias:
- Acuaporinas: capaces de transportar agua. AQP 0, 1, 2, 4, 5, 6 y 8.
- Acuagliceroporinas: canales permeables al agua y otros pequeños solutos, como urea o glicerol. Las AQP3, AQP7, AQP9 y AQP10 pertenecen al grupo de las acuagliceroporinas.
- Acuaporinas sin clasificar: AQP 11 y 12.

Estas acuaporinas presentan una expresión diferencial según los tejidos, y participan en diversas funciones fisiológicas, entre las que se encuentra el manejo de la concentración de la urea en los riñones, el mantenimiento de la transparencia del cristalino ocular, el control de la secreción lacrimal y salival, por ejemplo. Además, las acuaporinas parecen estar relacionadas con diferentes padecimientos, como el edema cerebral, las enfermedades renales y la obesidad.

## Regulación
Las acuaporinas son canales cuyo transporte puede regularse en respuesta a diferentes señales celulares. Esta regulación implica un control del transporte de agua a partir de un cambio conformacional en la estructura de la proteína. Este cambio implica un pasaje de un estado abierto (que puede tranportar) a un estado cerrado (que no puede transportar). Este pasaje de un estado abierto a un cerrado también se denomina gatillado (del inglés "gating"). Otro modo de regulación que pueden presentar las acuaporinas es el cambio de cantidad de estas proteínas que se encuentra en una membrana biológica determinada. Es decir, mediante regulación a nivel transcripcional o traduccional. Se pueden modificar los niveles de proteína de la membrana o que se mantienen en vesículas internas de la célula. Esto último implica la regulación a nivel transcripción/traducción (véase síntesis de proteínas) y también como un proceso de transporte/tráfico a través del cual las moléculas proteínicas se ciclan entre las vecículas de almacenamiento intracelular y la membrana blanco.
Las acuaporinas de plantas que se localizan en la membrana plasmática (denominadas PIP) se disparan (gatillado) en respuesta a cambios en el estado de fosforilación, del pH o la unión a calcio. Entre las acuaporinas de los mamíferos, el proceso de gatillado que regula la actividad de AQP0 se controla a través del pH y del calcio. Un mecanismo muy estudiado e importante en la regulación de las acuaporinas de mamíferos es el que sufre la acuaporina AQP2. Este mecanismo involucra el control de la hormona vasopresina sobre la redistribución de AQP2 desde vesículas intracelulares hacia la membrana apical.